# Monumento a los Héroes de Iquique
El Monumento a los Héroes de Iquique, llamado inicialmente «Monumento a la Marina Nacional», está ubicado en el centro de la Plaza Sotomayor, entre el muelle Prat y el edificio de la Comandancia en Jefe de la Armada, en la ciudad de Valparaíso (Chile). Este monumento fue erigido por suscripción popular en memoria de los héroes que lucharon en los combates navales de Iquique y Punta Gruesa el 21 de mayo de 1879. Fue inaugurado el 21 de mayo de 1886.

## Descripción
En la cumbre del monumento está la estatua de Arturo Prat. En el segundo nivel se pueden apreciar las de Ignacio Serrano, Ernesto Riquelme, Juan de Dios Aldea y un marinero genérico.
En los cuatro costados del cuerpo principal están grabados, en relieve, los combates navales de Iquique, Punta Gruesa, Angamos y Arica, con las fechas en que tuvieron lugar, y en la parte delantera y posterior del cuerpo central se leen las siguientes inscripciones: «A sus heroes martyres» (sic), «La Patria reconocida».
Bajo tierra hay una sólida bóveda que encierra en nichos los restos de Prat, Condell, Serrano, Aldea y otros jefes y oficiales que participaron en estos combates. Rodea el monumento un jardín y una valiosa verja de hierro.

## Historia

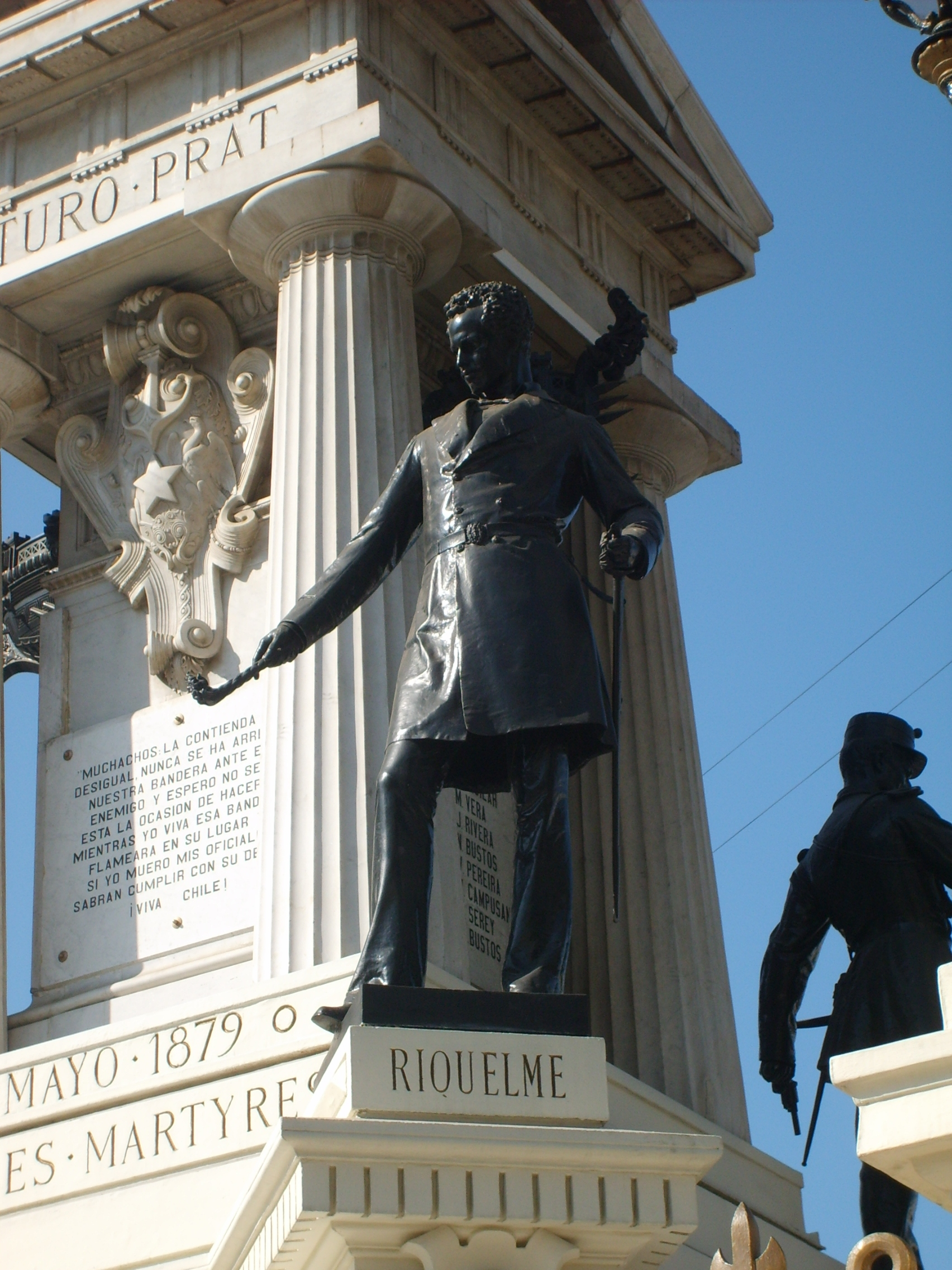
Guardiamarina Riquelme.

Una ley de fecha 12 de septiembre de 1879, que concedió pensiones a los deudos de los caídos en el combate naval de Iquique ocurrido el 21 de mayo de ese mismo año, dispuso además la erección de un monumento, en nombre de la República, que simbolizara la gloriosa actuación del capitán de fragata Arturo Prat y sus valerosos compañeros.
Para dar cumplimiento a la ley, se realizó una colecta nacional que reunió sobre 56 000 pesos oro, a los que se agregaron 35 000 del gobierno; luego se nombró en Europa una comisión compuesta por los embajadores chilenos en Francia e Inglaterra y el capitán de navío Luis Ángel Lynch, asesorados por el escultor chileno Virginio Arias.
El proyecto escogido fue el del escultor francés Denys Pierre Puech, quien trabajó bajo la dirección del arquitecto de la misma nacionalidad, Norbert Maillart, quien hizo el diseño general del grupo escultórico. Conocido en Chile el proyecto, se lo simplificó eliminando una figura alegórica de la Gloria, que estaría por encima de la estatua de Prat, tocando una larga trompeta de la fama.
La primera piedra fue colocada el 18 de septiembre de 1885 en los terrenos del edificio de la Bolsa de Comercio, que se acababa de demoler con este fin. Fue inaugurado el 21 de mayo de 1886 por el presidente de la República Domingo Santa María.
Las estatuas del capitán Prat, del teniente Serrano y la del marinero desconocido fueron realizadas por el francés Puech, en tanto que el chileno Arias trabajó en las del guardiamarina Riquelme y el sargento Juan de Dios Aldea, además de los bajorrelieves que muestran los combates navales de Angamos y Punta Gruesa. La base del monumento fue hecha por canteros chilenos.

### Inauguración

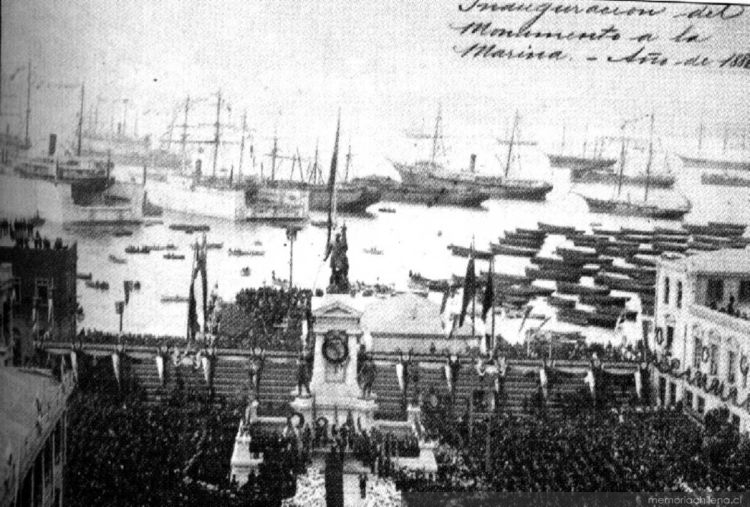
Inauguración del Monumento a la Marina Nacional, 1886

El 21 de mayo de 1886 se fijó como fecha de la inauguración. Ese día, Valparaíso entero amaneció engalanado con banderas, flores y leyendas alusivas a la marina, a sus acciones navales y a sus héroes.
A las 14.00 horas llegó hasta la plaza el presidente de la República Domingo Santa María, quien, después de los honores, tomó un cordón y con él corrió las banderas que se plegaron hacia los cinco mástiles colocados en torno al monumento, quedando las estatuas descubiertas y a la vista del público que llenaba la plaza y las ventanas de los edificios adyacentes. Un viva atronador brotó de los pechos de todos los presentes. Simultáneamente tronaron los cañones de los buques y fuertes y las bandas tocaron el himno nacional. El Cuerpo de Bomberos de Valparaíso colocó la primera ofrenda floral, un ancla dorada, de grandes dimensiones. Las aclamaciones solo cesaron cuando el presidente pronunció con voz clara y conmovida su discurso, del cual reproducimos algunas partes:

Alza el pueblo de Valparaíso este monumento, no para perpetuar el recuerdo de dolorosas contiendas entre naciones hermanas, que mediante comunes esfuerzos nacieron, casi en el mismo día, a la vida libre, sino para conmemorar hazañas que constituyen el legítimo orgullo de la República y forman, a la vez, la gloriosa genealogía de nuestra marina de guerra. Las generaciones venideras sabrán también, por este medio, que es una elocuente enseñanza, que nuestros marinos, para conseguir la independencia de la patria, no conocieron otro camino que el de la audacia y que para salvar más tarde la honra nacional comprometida, no han andado por otro que por el del heroísmo.

### Traslado de los héroes de Iquique

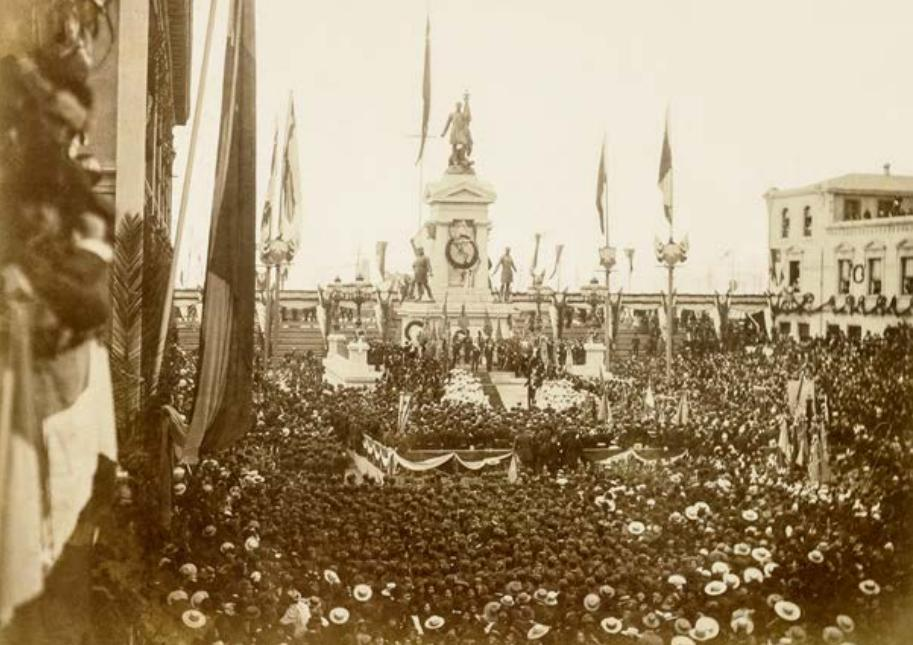
Inhumación de los restos mortales de Prat, Serrano y Aldea en el Monumento a los Héroes de Iquique en Valparaíso en 1888

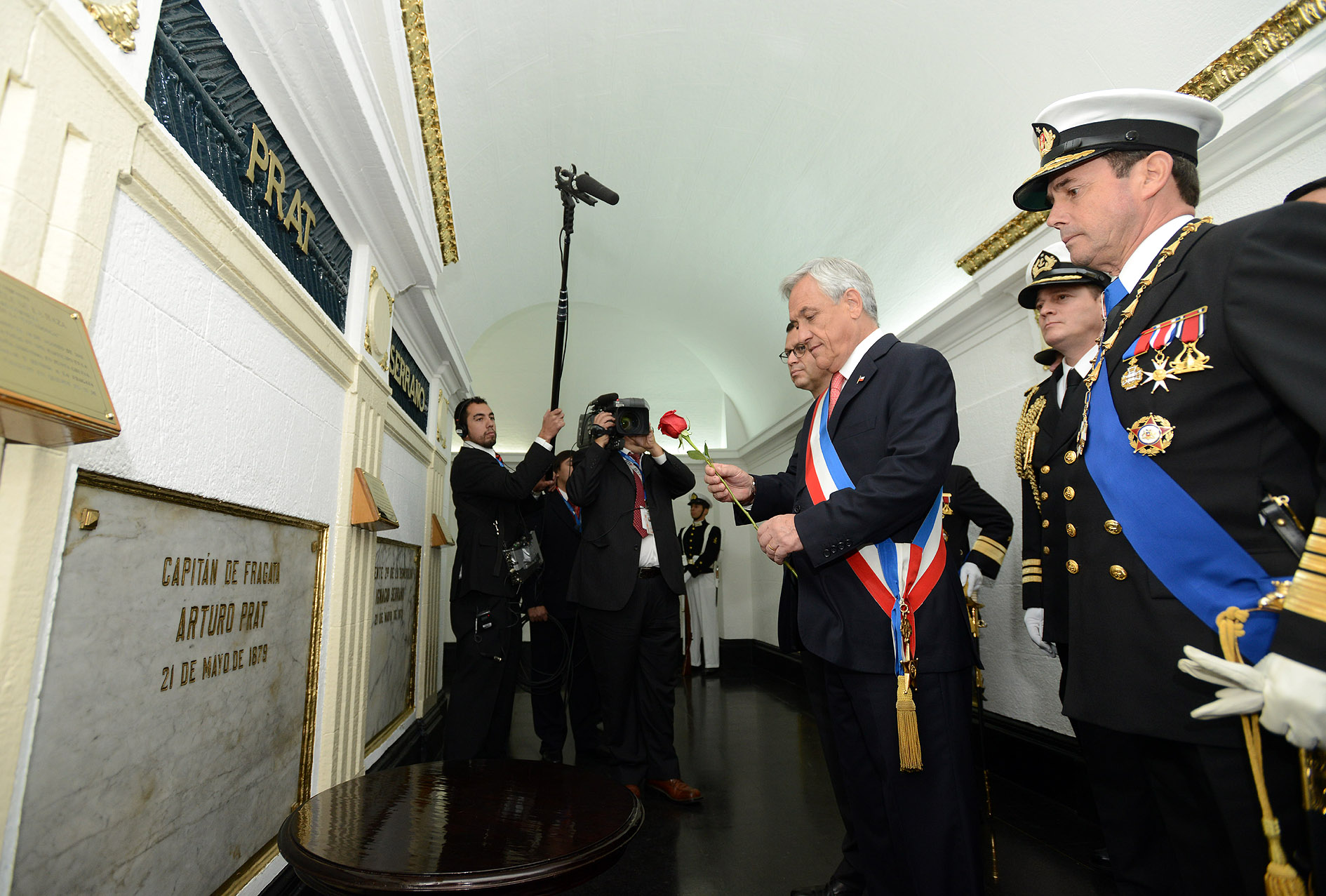
En la cripta subterránea del monumento, el presidente Sebastián Piñera rinde homenaje a Prat el 21 de mayo de 2013

Antes del traslado de los restos mortales de los héroes desde Iquique, se efectuó el emocionante y grandioso funeral del contraalmirante Carlos Condell de la Haza, fallecido en Quilpué el 24 de enero de 1887 y sepultado en el monumento al día siguiente.
Los restos del capitán Arturo Prat, del teniente Ignacio Serrano y del sargento Juan de Dios Aldea fueron trasladados desde Iquique a Valparaíso a bordo del monitor Huáscar. En Iquique el 14 de mayo de 1888, se efectuó la ceremonia de traslado de los ataúdes desde la iglesia parroquial hasta la capilla ardiente levantada en la toldilla del monitor. El 17 de mayo, la escuadra, al mando del contraalmirante Luis Uribe y compuesta por el crucero Esmeralda y las corbetas Chacabuco y O’Higgins a las que se les agregó el blindado Blanco Encalada, zarparon, escoltando al Huáscar, rumbo a Valparaíso, puerto en el que recalaron a las 08.00 horas del 21 de mayo.
En Valparaíso los ataúdes fueron desembarcados y luego trasladados en tres carrozas, en medio de la mayor multitud jamás reunida en la ciudad, hasta la plaza de la Victoria, al templo del Espíritu Santo, luego a la plaza Aníbal Pinto y finalmente a la plaza Sotomayor. En todos estos lugares se dijeron discursos, siendo el último el del presidente de la República José Manuel Balmaceda frente al monumento, y que en parte dijo:

Levantemos nuestros corazones y hagamos subir hasta Dios la gratitud que sentimos por haber protegido a Chile en los momentos del combate y por haber impreso en el alma del capitán Prat la inspiración del heroísmo por la Patria y por la gloria de la marina nacional.

En otro párrafo continuó:

Pasarán los años y las generaciones, y desde el fondo de la rada de Iquique, lo mismo que desde el seno de esta cripta o desde lo alto de este monumento, brillará en la historia, como la estrella polar en nuestros mares del sur, una constelación de valientes que no eclipsarán los siglos ni los héroes venideros.